# Louis Kniep
Louis Kniep (New Jersey, 10 aprile 1876 – Short Hills, 22 febbraio 1967) è stato un ginnasta e multiplista statunitense.

## Carriera
Kniep partecipò ai Giochi olimpici di Saint Louis 1904 nelle gare di triathlon e ginnastica. Giunse quarantaquattresimo nel concorso generale individuale e nel triathlon e cinquantaduesimo nel concorso a tre eventi.